# Peronisme

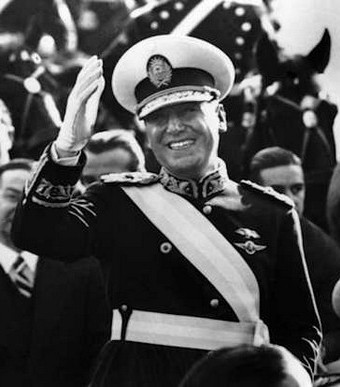
Juan Domingo Perón.

El Movimiento Nacional Justicialista o peronisme (peronismo originalment en castellà) és un moviment de masses argentí creat al voltant de la figura de Juan Domingo Perón que va protagonitzar els últims 60 anys de la història de l'Argentina. El nom formal del partit és Partido Justicialista.

## Orígens
Fou en el transcurs del cop d'Estat del 1943 quan va emergir la figura del llavors coronel Juan Perón, i s'originà el peronisme.
La Revolució del 43 va ser un cop d'Estat militar produït el 4 de juny de 1943 que va enderrocar al Govern de Ramón Castillo. Va estar encapçalat per generals com Arturo Rawson i Pedro Pablo Ramírez, i recolzat entre d'altres per un grup de joves oficials de l'Exèrcit Argentí agrupats al Grupo de Oficiales Unidos (GOU), que s'oposava a la participació argentina a la Segona Guerra Mundial sostenint la tradicional posició «neutralista» de l'Argentina.
El GOU va ser un grup d'enllaç bastant informal entre joves oficials superiors que consideraven necessari "restablir la moral i disciplina dins de l'exèrcit". Aquest grup es declarava en contra del comunisme. Entre els fundadors del GOU hi havia el coronel Juan Domingo Perón, que formava part de l'estat major revolucionari antiyrigoyenista.
El programa del GOU es va convertir finalment en el programa de la revolució del 43. En realitat, el GOU recentment es formalitza operativament després de la revolució de juny, com una mena de prolongació del ministeri de Guerra del qual Perón era secretari. Allà era on s'imprimien les circulars del GOU amb les publicacions oficials. El general Edelmiro Farrell, ministre de Guerra, i la seva esposa Beatriu Verdun convocaven els caps i oficials perquè es trobessin amb el mateix Perón.

## Situació econòmica i política del país
L'estructura econòmica del país havia canviat profundament durant la dècada del 1930 a causa de la Gran Depressió, que va provocar una reducció important del comerç internacional. Això va afectar l'economia argentina, basada en l'agroexportació, que va haver de reconvertir-se mitjançant el control del mercat de carns i gra i una accelerada industrialització basada en la substitució d'importacions dels productes manufacturats. Aquest procés va anar acompanyat d'un important flux migratori intern des de les zones rurals de l'interior cap a la perifèria de les grans ciutats (fonamentalment, Buenos Aires, Rosario i Córdoba). Aquestes noves masses populars, ocupades en les noves indústries i sense antecedents de sindicalització, són les que constituiran la base del moviment peronista.